# Nová Bystrica
Nová Bystrica je obec v okrese Čadca na Slovensku v regionu Kysuce. Žije v ní přibližně 2 600 obyvatel.

## Historie
První písemná zmínka o vesnici pochází z roku 1661.

## Přírodní poměry
Obec leží v nadmořské výšce okolo 600 metrů a její katastrální území má výměru 125,261 km². Protéká jím řeka Bystrica, na níž se nachází vodní nádrž Nová Bystrica. Sousedními obcemi jsou Stará Bystrica, Zázrivá, Oravská Lesná, Lutiše a Terchová na severu sousedí s Polskem.
Správní území obce je součástí chráněné krajinné oblasti Kysuce. Nachází se v něm přírodní památky Vychylovské skály, Vychylovské prahy, chráněný areál Chmúra a přírodní památka Zajačkova lúka.

## Pamětihodnosti
První zděnou stavbou v Nové Bystrici byla malá kaple svatého Lazara z Betánie. Její původ je listině doložen v roce 1820. Definitivně byla dokončena v roce 1831. Staticky narušen a nevyužívaný objekt byl rozebrán, a z původního materiálu byla postavena jeho replika na novém náměstí naproti kostelu svatého Jana Křtitele v Nové Bystrici. Dne 30. srpna 2015 kapli vysvětil pražský arcibiskup a český primas kardinál Dominik Duka, generální kaplan Svatolazarského řádu, se žilinským diecézním biskupem Tomášem Galisem, za účasti velmistra Jana Dobrzenského z Dobrzenicz. Hlavní patron kaple je svatý Lazar z Betánie. Mezi významnými hosty se slavnosti zúčastnil Karel Schwarzenberg a také více zástupců řeholních řádů: kapucíni a dominikáni, jakož i členové duchovních a rytířských řádů působících na Slovensku či v České republice (Maltézský řád, Německý rád, papežský řád sv. Silvestra). Autorem architektonického návrhu obnovy je zahradní architekt Marek Sobola. Po posvěcení objektu byla do schránky pod křížem na věžičce kaple vložena časová kapsle, obsahující fundační listinu, kterou podepsal velmistr řádu svatého Lazara hrabě Dobrzenszký, dále kardinál Duka, žilinský diecézní biskup Galis a starosta Nové Bystřice, Jozef Balačin. Spolu s listinou byla do schránky vložena i bronzová pamětní medaile, kterou k příležitosti svěcení vydala obec Nová Bystrica, spolu s novou, nepoužitou sadou euromincí ročníku 2015.

## Galerie

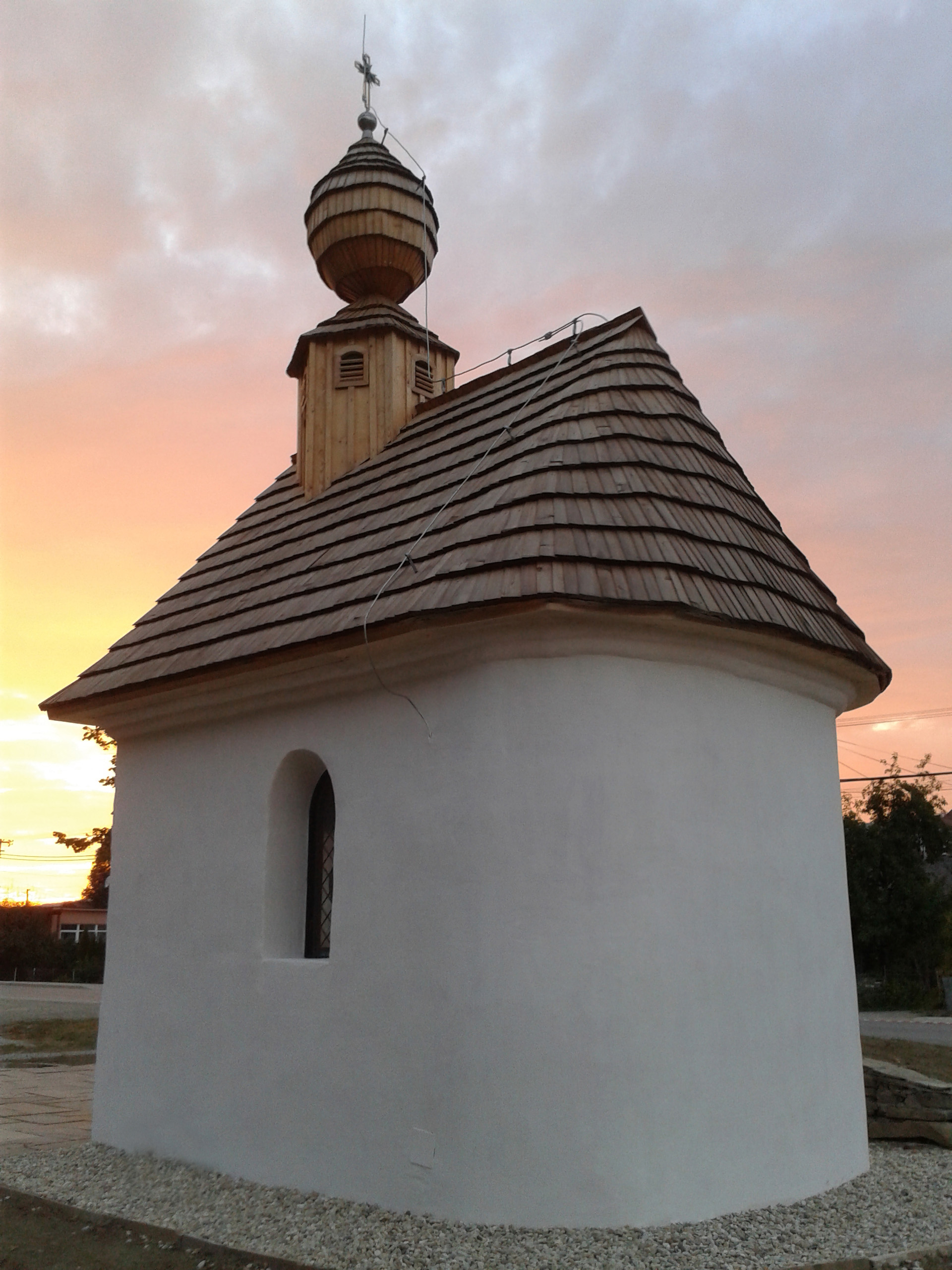
Kaple svatého Lazara
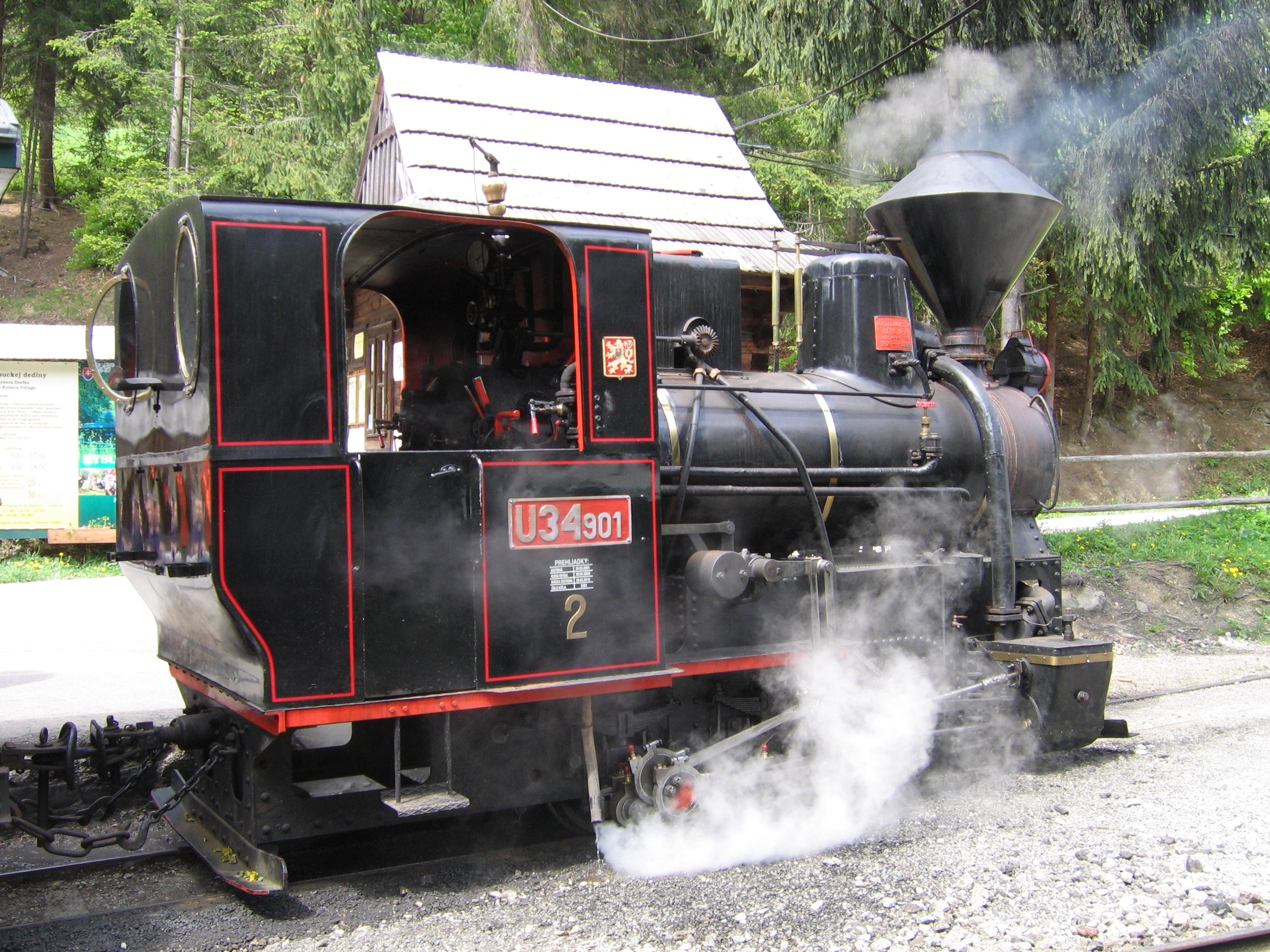
Historická lesní železnice
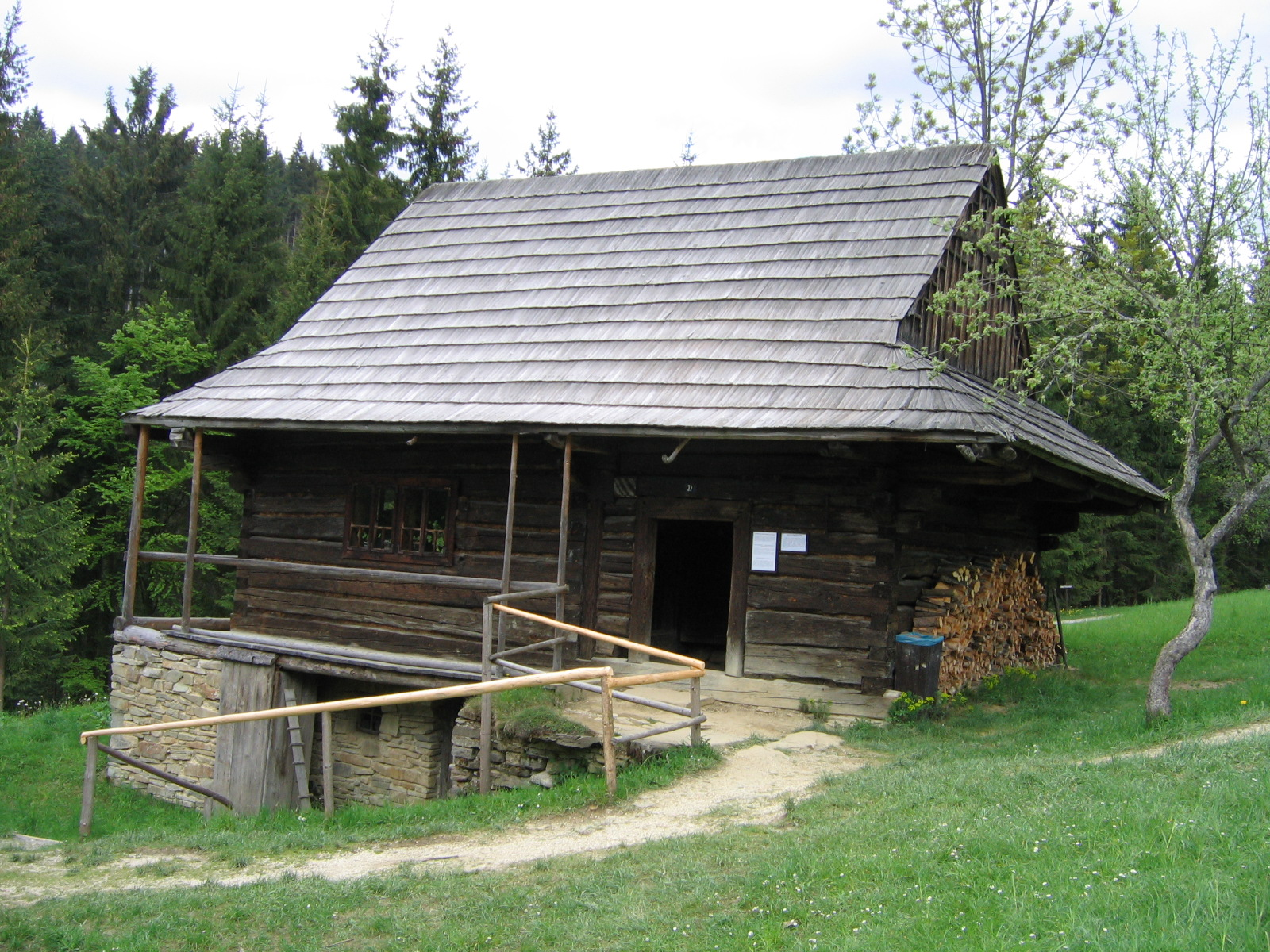
Muzeum kysucké dědiny
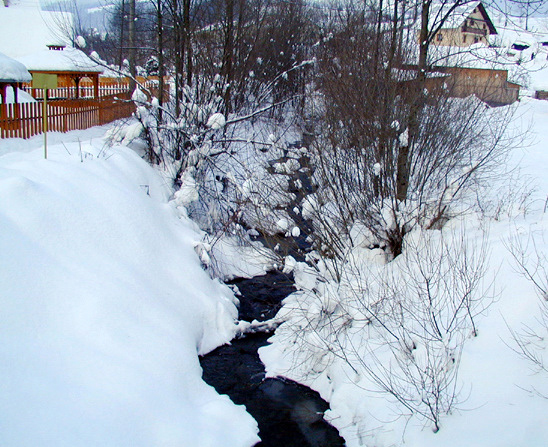
Nová Bystrica